# Taddeo Gaddi
Taddeo Gaddi, latinsky Tadeus Gaddi de Gaddi, (1299 Florencie – 1366 Florencie) byl italský malíř, sochař a návrhář okenních sklomaleb v období vrcholné toskánské gotiky 14. století, je autorem tří desítek dochovaných deskových obrazů z oltářních retáblů a fresek.

## Život

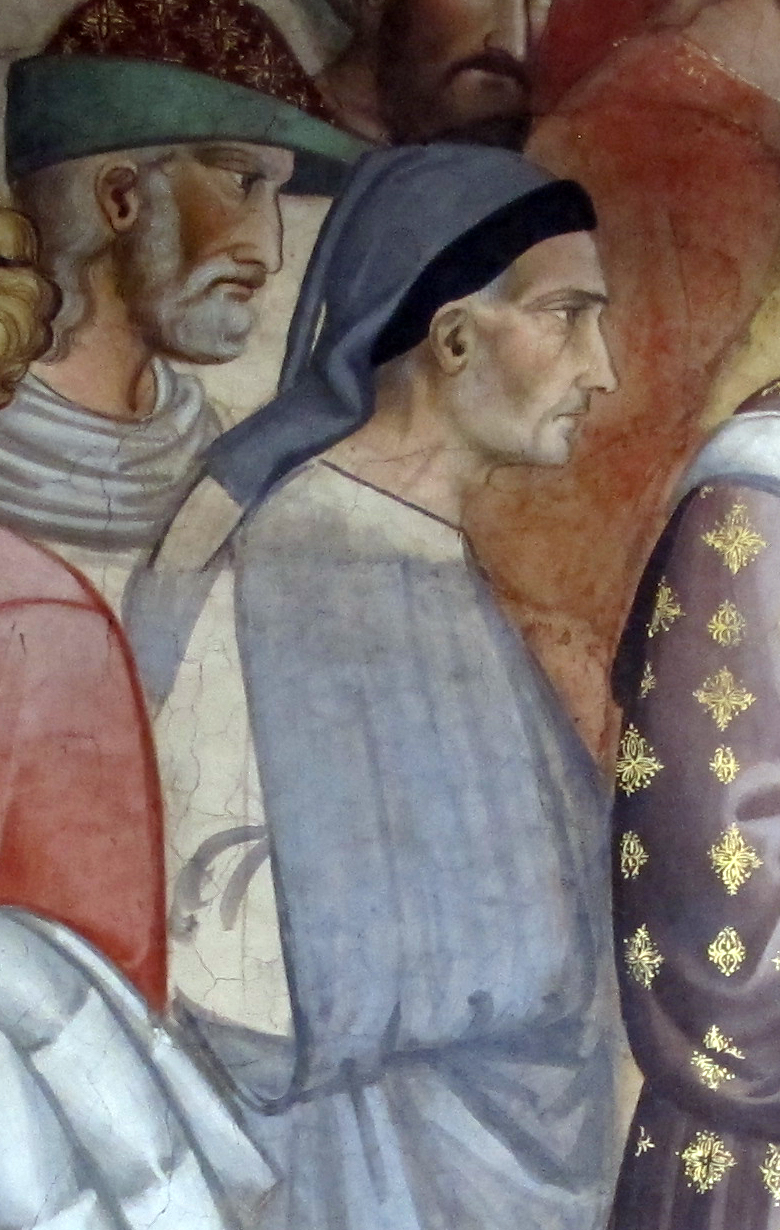
Agnolo Gaddi, pravděpodobný portrét jeho otce Taddea Gaddiho, kaple kostela Santa Croce, Florencie

Jeho otec Gaddo di Tanobi byl malířem rané gotiky (ducento). O Taddeově životě a kariéře je poměrně dost známo. Jednak se dochovaly některé objednávky a účty, a dále o něm psali již jeho současníci Cenninno Cennini (1390) a Filippo Villani (1400). Četné, ale méně spolehlivé údaje o jeho práci napsal Giorgio Vasari, který Gaddiho neprávem degradoval na Giottova epigona. Giotto byl Taddeovým kmotrem při křtu a Taddeo se u něj učil údajně až do svých 24 let. Byl však samostatným a ve své době velmi ceněným mistrem toskánské gotiky, přirovnáván k Vitruviovi, protože dokázal malovat velké figurální scény i architekturu.
Většinu své kariéry pracoval ve Florencii a jejím okolí, v období vzestupu Mediciů a bohatnutí toskánských patriciů, mezi léty 1310–1366. Nejstarším dochovaným a zároveň datovaným dílem je oltářní retábl (triptych s Pannou Mariií mezi světci) z roku 1334 v Obrazové galerii v Berlíně. Deskový obraz Madony s dítětem z roku 1355 (Uffizi) má malovaný nápis, dedikaci pro Giovanniho di ser Segna; původně visel v kapli Segnů v kostele San Lucchese v Poggibonsi.
Účty za Taddeovy fresky v kryptě kostela San Miniato al Monte ve Florencii pocházejí z roku 1341; práce byla zahájena roku 1338 a ještě rokem 1342 byl datován doplatek za zlacení hlavic sloupů. Roku 1353 Gaddi obdržel platbu za oltářní polyptych pro kostel San Giovanni Fuorcivitas, za branami města Pistoia, který se tam zachoval. Stejně tak se zachoval dopis městské rady Tommasovi di Marco Strozzimu ze 7. září téhož roku, v němž se zmiňuje, že Gaddi dělal nějakou práci pro tamní významnou rodinu Gambacorti.
Platby za malby ve špitále při kostele Santa Maria Nuova ve Florencii pocházejí z roku 1365, z celého cyklu se dochovala jediná freska s motivem Vzkříšení.
Významné ocenění Gaddiho napsal Ghiberti kolem roku 1450, když připomněl fresky ve florentském kostele Santa Croce: Zázrak sv. Františka zachraňujícího dítě (ztraceno) a Krista mezi lékaři (nad dveřmi sakristie, již tehdy ve spodní části zničené vybudováním Michelozziho portálu).
Prestižními zakázkami byla fresková výzdoba kaple Baroncelliů a kaple Castellaniů ve florentském kostele Santa Croce, stejně jako výzdoba tamního refektáře Rodokmenem Kristovým, jeho zázraky, Poslední večeří konče (nyní refektář slouží jako muzeum). Dále Gaddi vytvořil příběhy ze života sv. Jana Křtitele a Jana Evangelisty Giovanni v kapli hradu di Poppi nedaleko Arezza.

## Rodina
Malířem byl také bratr (?) Bernardo Gaddi a ze čtyř Taddeových synů (Giovanni, Zanobi, Alessandro a Agnolo) malíř Agnolo Gaddi, známý dochovaným cyklem fresek z legendy o nalezení sv. kříže v kostele Santa Croce ve Florencii. Agnolo a další členové rodiny jsou pohřbeni v renesanční kapli Gaddiů v kostele Santa Maria Novella ve Florencii. Dochoval se také renesanční palác Gaddiů s erbem kříže ve štítu, stojící na Piazza Madonna degli Aldobrandini ve Florencii, ten zakoupili Taddeovi synové. Posledním malířem byl Giovanni Gaddi po polovině 16. století.

## Dílo

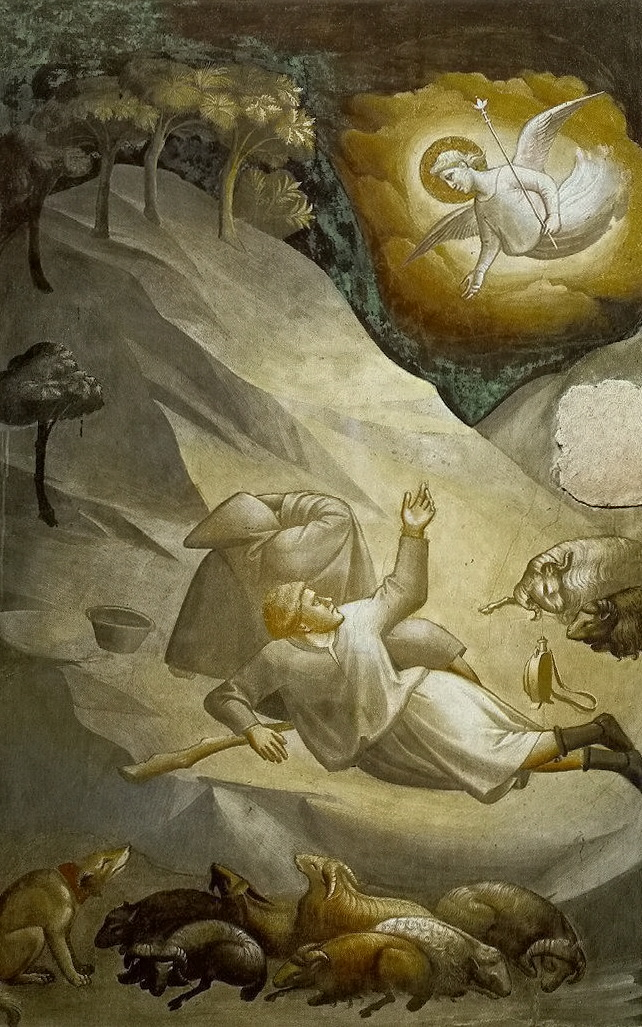
Zvěstování pastýřům, Santa Croce, 1338
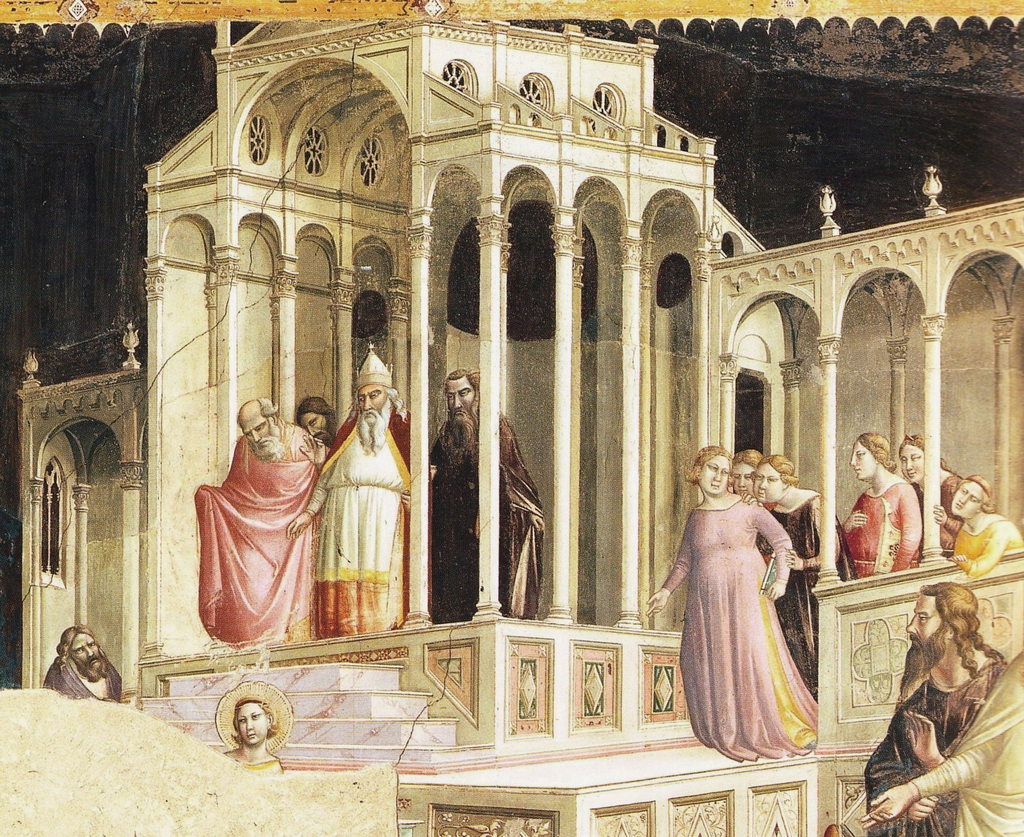
Mariina cesta do chrámu, kaple Baroncelliů
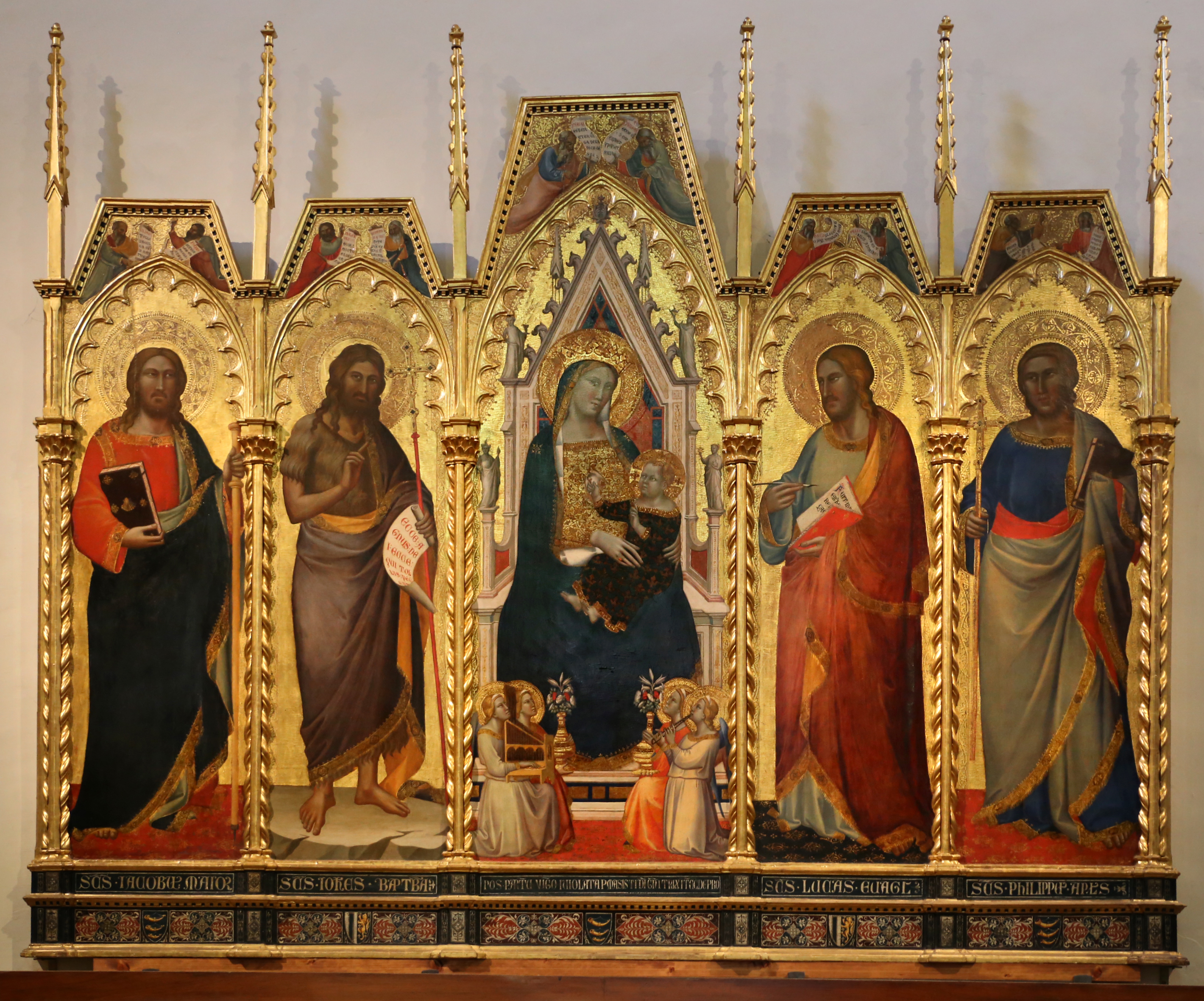
Polyptych z chrámu Santa Felicita, Florencie, 1354
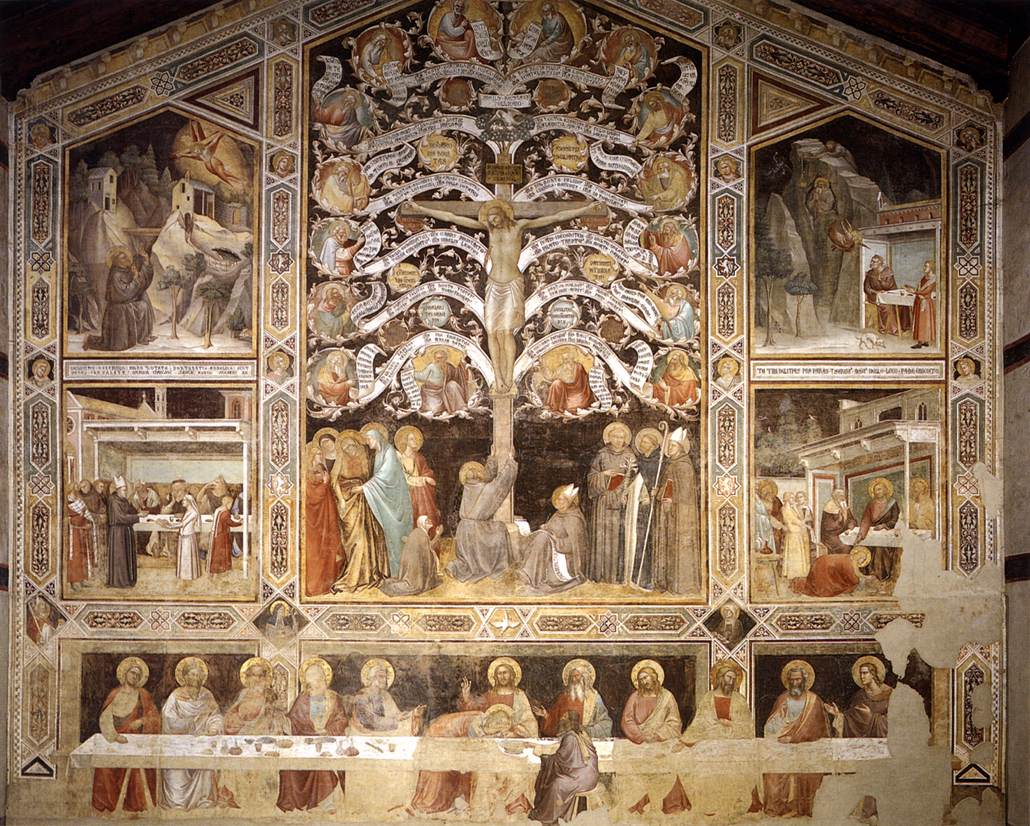
Rodokmen Kristův, Zázraky a Poslední večeře; refektář Santa Croce, Florencie